# Dhanop
Dhanop (Hindi: धनोप) és un llogaret del Rajasthan, districte de Bhilwara, a 85 km de Bhilwara, a la carretera entre Shahpura i Vijaypur, prop del límit nord del districte.
L'únic monument destacat en aquest lloc és el temple de Sheetla Mata, el de més color de la zona. Els murs o pilars són d'un vermell brillant i la coberta és blanca; el terra és de marbre i en part a quadres de colors com un tauler d'escacs. Al complex hi ha un arbre de nim (Azadirachta indica) que sembla un arbre de Nadal a causa dels innombrables trossos de roba que els fidels han deixat a les seves branques al demanar un desig.
L'ídol principal és la deessa Shitala (una forma de Durga) de pedra negra i amb parts de sindur (vermell), igual que les parets interiors del santuari; a les cel·les hi ha algunes pintures florals de colors vius.